# Augustyn Leśniak
Augustyn Leśniak (ur. 6 kwietnia 1931 w Świniarsku, zm. 16 kwietnia 2017 w Nowym Sączu) – polski historyk i regionalista.

## Życiorys
Był synem Jana i Kunegundy Leśniaków. Jego ojciec był uczestnikiem I wojny światowej, walk o Lwów w latach 1918–1919, wojny polsko-bolszewickiej oraz polskiej wojny obronnej września 1939 w trakcie II wojny światowej. 
W 1950 Augustyn Leśniak ukończył II Państwowe Gimnazjum i Liceum im. Króla Bolesława Chrobrego w Nowym Sączu, zaś w 1954 studia historyczne na Uniwersytecie Jagiellońskim. Był również absolwentem ekonomiki przedsiębiorstw w Wyższej Szkole Ekonomicznej w Krakowie z 1966. Był pracownikiem Sądeckich Zakładów Przetwórstwa Owocowo-Warzywnego, Sądeckich Zakładów Elektro-Węglowych i Sądeckich Zakładów Naprawy Samochodów. 
Wraz z synem Jerzym był autorem wydanej w 2000 roku Encyklopedii Sądeckiej ISBN 83-85729-21-6. Publikował również między innymi w „Roczniku Sądeckim”.